# Мокрсько-Гурне
Мокрсько-Гурне (пол. Mokrsko Górne) — село в Польщі, у гміні Собкув Єнджейовського повіту Свентокшиського воєводства.
Населення — 180 осіб (2011).
У 1975-1998 роках село належало до Келецького воєводства.

## Демографія
Демографічна структура на день 31 березня 2011 року:
|          | Загалом | Допрацездатний вік | Працездатний вік | Постпрацездатний вік |
| -------- | ------- | ------------------ | ---------------- | -------------------- |
| Чоловіки | 95      | 14                 | 73               | 8                    |
| Жінки    | 85      | 18                 | 43               | 24                   |
| Разом    | 180     | 32                 | 116              | 32                   |